# ベトナムエアサービス
ベトナムエアサービス、略称:VASCO、（ベトナム語：Công ty bay dịch vụ hàng không / 公司𩙻役務航空、英語: Vietnam Air Services Company）はホーチミン市タンビン区に本部を置くベトナムの航空会社。

## 概要
ベトナム航空の100%子会社である。タンソンニャット国際空港をハブ空港として、ベトナム南部・島部への定期便等を運航する。1987年2月26日にXí nghiệp bay phục vụ kinh tế quốc dân（Air Service Enterprise serving for national economy）として設立され、1993年4月19日に現在の名称に改称された。1996年5月27日に現在のベトナム航空を運営する法人が設立されるとその傘下となり、2004年にベトナム航空から独立した定期便の運航を始めた。

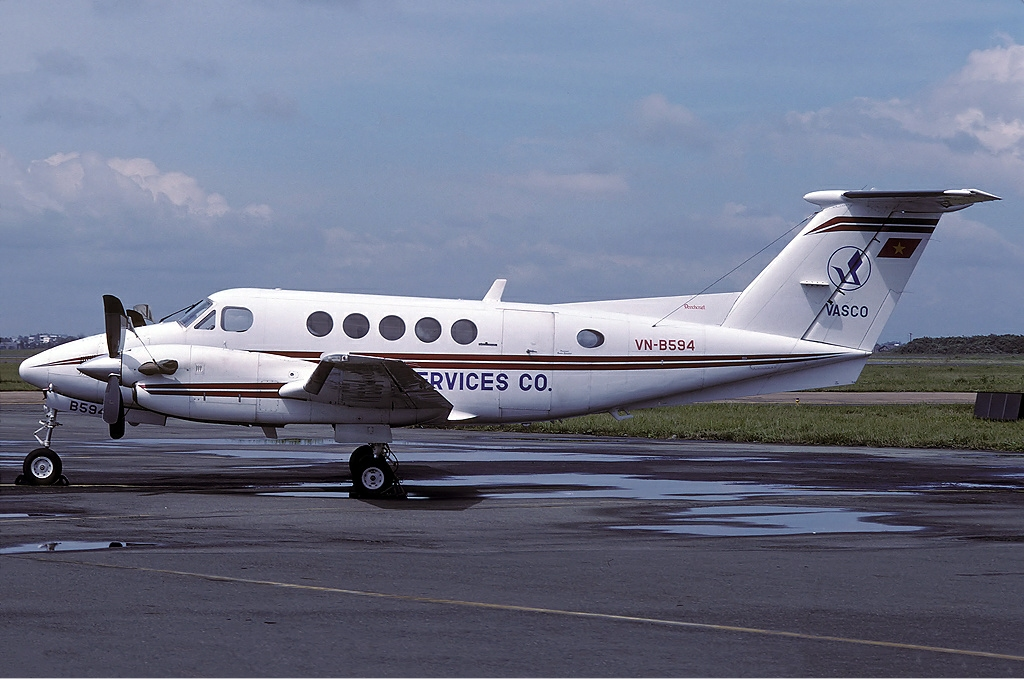
ビーチクラフト キングエア

1993年から2004年には、ヘリコプターも使用した送電線の運搬・設置、レスキュー飛行、医療緊急搬送、地質調査、播種事業などの航空サービスもおこなっていた。現在ではカーゴ輸送、ホテル事業、航空券販売、プライベート飛行の請負、民間ヘリコプターサービスなども行っている。

## 定期便就航都市

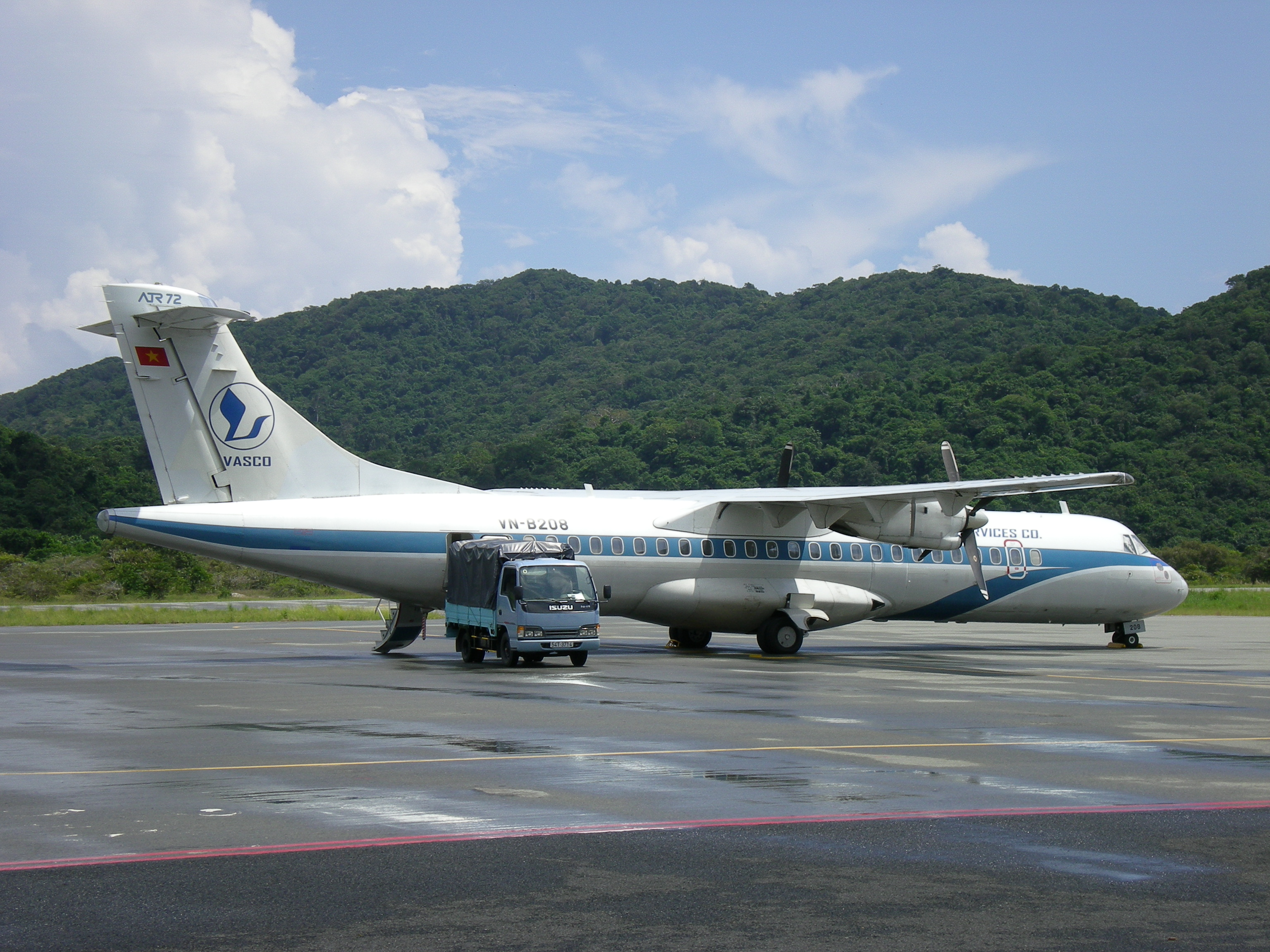
VASCOのATR-72。コンダオ島空港にて

VASCOの定期便就航先は、2015年9月時点でベトナム国内の下記6空港のみである。
- カマウ空港
- カントー国際空港
- コンダオ空港（コンソン島）
- タンソンニャット国際空港（ホーチミン市）　※ハブ空港
- ラックザー空港（キエンザン省ラックザー）
- フーコック国際空港

## 機材
- ATR 72 3機
- 過去にアントノフ An-2、アントノフ An-30、BAE Jetstream